# Ferrari 246 SP
Ferrari 246 SP, выпущенный в 1961 году, был первым прототипом итальянской фирмы Ferrari со среднемоторной компоновкой, с двигателем, размещённым за спинкой сиденья водителя. В 1962 году за ним последовала целая гамма автомобилей такой же конфигурации: 196 SP и 286 SP с шестицилиндровыми двигателями и 248 SP и 268 SP — с восьмицилиндровыми. В обозначении моделей первые две цифры условно показывают рабочий объём двигателя, а последняя — количество цилиндров.

## 156 F2
Гоночная модель 156 F2 со среднемоторной компоновкой летом 1960 года впервые появилась на трассе Гран-при Солитюд (Solitude Racetrack) около Штутгарта. Победившему на ней Вольфгангу фон Трипу удалось удержать за собой не менее четырёх автомобилей Porsche и трёх Lotus, ранее доминировавших в этом классе. Автомобиль стал предвестником чемпионской модели 156 F1 следующего года.

## 246 SP
Модель 246 SP вызвала сенсацию, когда была впервые показана на специально созванной пресс-конференции в 1961 году. Это был первый прототип Ferrari со среднемоторной компоновкой: силовой агрегат располагался за спинками сидений. Новая механика размещалась в инновационном кузове с очень низкой линией капота, ставшем результатом совместной работы инженера Карло Кити в аэродинамической трубе и дизайнеров студии Медардо Фантудзи (Medardo Fantuzzi). В том же году Оливье Жандебьен выиграл гонку Targa Florio за рулём этого автомобиля.
Автомобиль оснащался расположенным сзади продольно шестицилиндровым V-образным двигателем с углом развала 65°. При рабочем объёме в 2,4 литра мотор развивал мощность 270 л. с. Двигатель имел по два верхних распредвала в каждой головке (DOHC), по два клапана на цилиндр. Питался мотор от трёх карбюраторов Weber и имел систему смазки с сухим картером. В каждом цилиндре располагалось по одной свече зажигания, напряжение на которые подавалось от двух катушек. Через многодисковое сцепление вращение от двигателя передавалось на пятиступенчатую механическую коробку передач.
К шасси, выполненному из стальных труб, присоединялись пружинные независимые передняя и задняя подвески на двойных поперечных рычагах. Спереди был установлен стабилизатор, гидравлические телескопические амортизаторы применялись и спереди и сзади. Использовалось реечное рулевое управление, тормоза всех колёс были дисковыми.

## 196 SP/286 SP

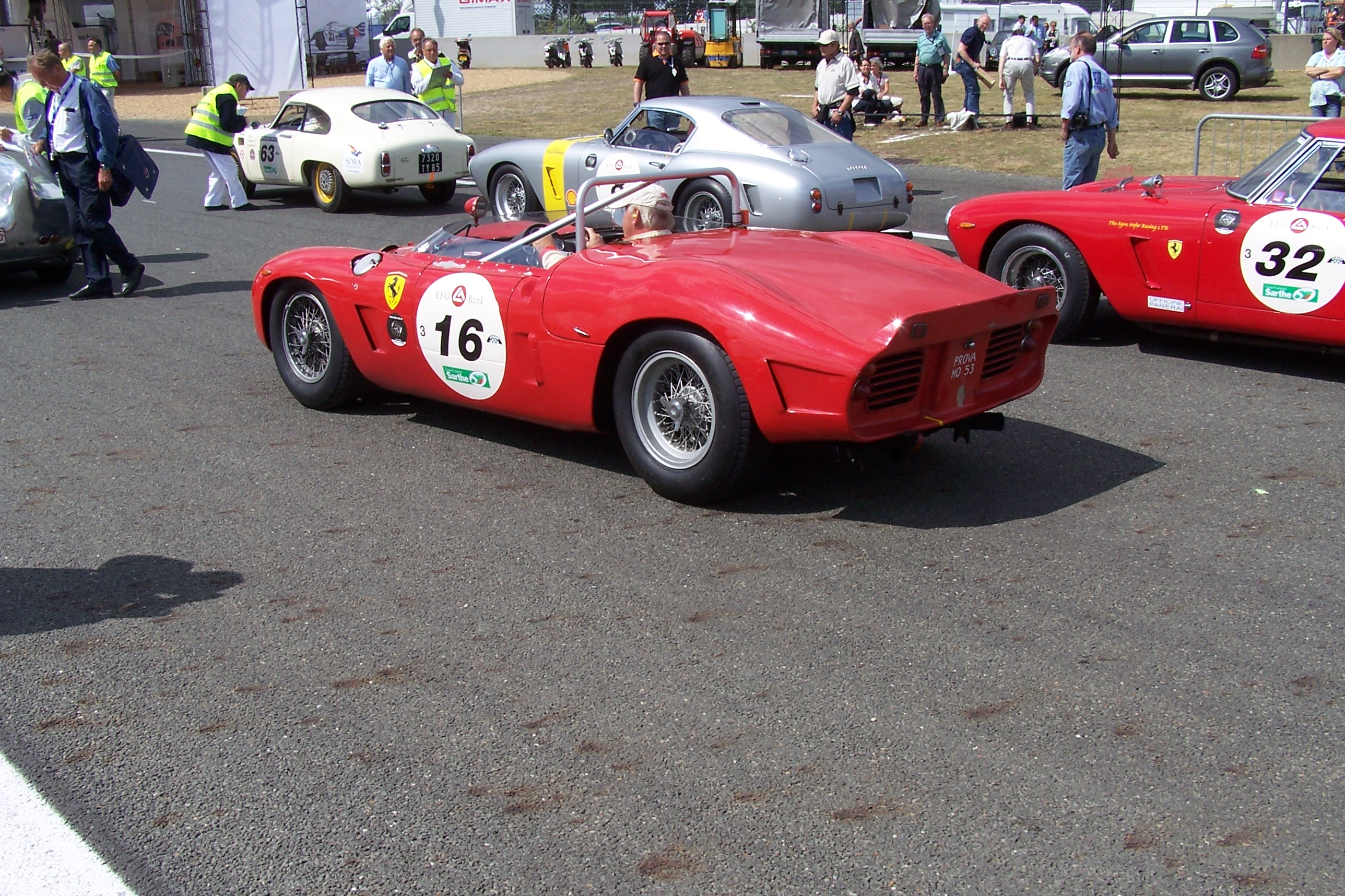
Ferrari 196 SP

На традиционной пресс-конференции в начале сезона, прошедшей в феврале 1962 года, был показан уже полный ряд среднемоторных моделей Ferrari. Два автомобиля с новыми шестицилиндровыми двигателями, модели 196 SP и 286 SP были одинаковыми как по габаритам, так и по внешнему виду. Кузов этих моделей был изготовлен в соответствии с новыми требованиями ФИА и имел более низкие, по сравнению с предыдущим прототипом ветровое стекло и заднюю часть.
V-образные шестицилиндровые двигатели обоих автомобилей можно назвать половинками двенадцатицилиндровых моторов, так как они имели угол развала 60°, а у двигателя модели 196 SP диаметр цилиндра и ход поршня совпадали с моторами автомобилей серии 330. Этот двигатель при рабочем объёме 1,9 литра развивал мощность в 210 л. с., мотор модели 286 SP имел рабочий объём 2,8 литра и развивал мощность 260 л. с. У двигателей было по одному верхнему распредвалу в каждой головке (SOHC) и по два клапана на цилиндр. Напряжение на свечи, по одной в каждом цилиндре, подавалось от двух катушек зажигания. Питались моторы от трёх карбюраторов Weber и имели систему смазки с сухим картером. Шасси автомобилей было таким же, как у ранее представленной модели 246 SP: стальная трубчатая рама, независимые пружинные подвески на двойных поперечных рычагах спереди и сзади, реечное рулевое управление и дисковые тормоза на всех колёсах.
Модель 196 SP, мощная, с блестящей управляемостью из-за правильной развесовки, была идеальным автомобилей для участия в европейском чемпионате по подъёму в гору. Все эти качества позволили Лудовико Скарфиотти победить в трёх гонках и, впервые для Ferrari, выиграть чемпионат 1962 года, прервав четырёхлетнее доминирование автомобилей Porsche. Модель же 286 SP не имел успеха на трассах, так как большой шестицилиндровый мотор уступал новым восьмицилиндровым двигателям.

## 248 SP/268 SP

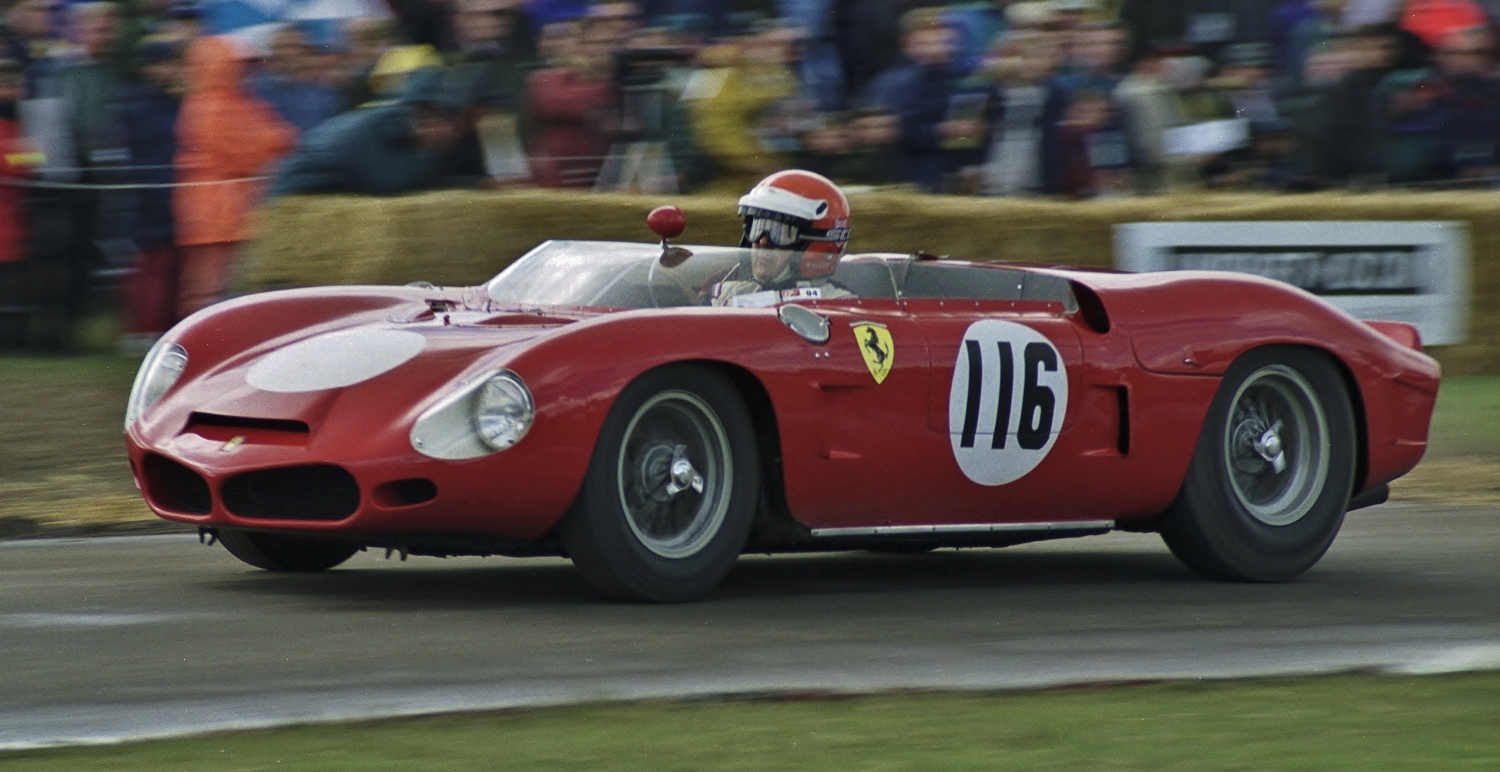
Ferrari 268 SP

Ещё одна пара среднемоторных автомобилей, представленных в 1962 году оснащалась новым V-образным восьмицилиндровым двигателем. Это был первый восьмицилиндровый мотор Ferrari, если не считать заимствованного от Lancia двигателя модели D50. Автомобиль 248 SP имел мотор рабочим объёмом 2,4 литра, который развивал 250 л. с. Модель 268 SP оснащалась двигателем с увеличенным за счёт большего диаметра цилиндра рабочим объёмом в 2,6 литра мощностью 265 л. с. Моторы имели по одному распредвалу в каждой головке цилиндров и питались от блока из четырёх карбюраторов Weber. Оба автомобиля имели такое же шасси, как у модели 246 SP, с каркасом из стальных труб, к которому крепились независимые пружинные подвески спереди и сзади.

## Комментарии
1. ↑  Сухая масса автомобиля без технических жидкостей (охлаждающая и тормозная жидкости, моторное  и трансмиссионное масла и т.п.), немного меньше снаряженной массы.
2. ↑  Всего, с учётом модели 246 SP, было изготовлено пять шасси, на которые устанавливались разные двигатели и которые постоянно изменялись[6].